# Ponce Alexis de La Feuille
Ponce Alexis de La Feuille, sieur de Merville, est un ingénieur français, mort en 1684.

## Biographie
Il y a peu d'informations sur la vie d'Alexis de La Feuille. Il est présent en Languedoc comme inspecteur royal depuis 1669 pour surveiller les travaux du canal royal de Languedoc construit par Pierre-Paul Riquet quand Jean-Baptiste Colbert décide de l'adjoindre au chevalier de Clerville, directeur des fortifications, pour le seconder après l'accident survenu à l'écluse de Toulouse comme il l'écrit le 9 juin 1669 à Riquet. Puis il remplace le chevalier de Clerville quand Colbert lui demande d'inspecter les forts du Roussillon puis de cartographier les côtes occidentales de la France. La correspondance entre Alexis de La Feuille et le ministre Jean-Baptiste Colbert montre la confiance que le ministre a en lui,. Par contre les relations entre Riquet et Alexis de La Feuille se sont envenimées comme Riquet l'écrit à Colbert en 1673.
Il dirige et contrôle la réalisation de l'Hôtel de ville de Beaucaire construit par l'architecte nîmois Jacques Cubizol. Il est aussi intervenu sur l'hôtel des Trésoriers de France, le château de Marsillargues, le palais épiscopal de Nîmes et le château d'Aubais.
Il est cité comme ingénieur du roi pour la Généralité de Guyenne en 1682.